# تفجير الخالص 25 يوليو 2016
تفجير الخالص هو تفجير إرهابي أستهدف أحد مناطق محافظة ديالى في مدينة الخالص حيث فجر انتحاري سيارة مفخخة قرب أحد مداخل بغداد ما أدى إلى مقتل 17 شخص وإصابة 30 أخرين تبناه تنظيم الدولة الإسلامية (داعش) .

## تفاصيل
في يوم 25 يوليو 2016 أستهدف انتحاري يقود سيارة ملغومة بالمتفجرات أحد مداخل العاصمة العراقية بلدة الخالص التي تبعد عن بغداد بحوالي 10كم2 ذات الأغلبية الشيعية وثاني أكبر مدينة في محافظة ديالى حيث أدت تلك العملية الانتحارية إلى مقتل مايقارب 17 شخص وإصابة 30 أخرين .